# 第35回インディペンデント・スピリット賞
第35回インディペンデント・スピリット賞は2019年のインディペンデント系映画を対象にした映画賞。2019年11月21日にノミネーションが発表され、2020年2月8日に受賞が発表された。

## 受賞とノミネート
| 作品賞 - 『フェアウェル』 - 『クレメンシー』 - 『名もなき生涯』 - 『マリッジ・ストーリー』 - 『アンカット・ダイヤモンド』 | 監督賞 - ジョシュア&ベン・サフディ - 『アンカット・ダイヤモンド』 - ロバート・エガース - 『ザ・ライトハウス』 - アルマ・ハレル - 『ハニーボーイ』 - ジュリアス・オナ - 『ルース・エドガー』 - ローリーン・スカファリア - 『ハスラーズ』 |
| 主演男優賞 - アダム・サンドラー - 『アンカット・ダイヤモンド』 - クリス・ガルスト - 『Give Me Liberty』 - ケルヴィン・ハリソン・Jr - 『ルース・エドガー』 - ロバート・パティンソン - 『ザ・ライトハウス』 - マティアス・スーナールツ - 『ムスタング』                                                                                | 主演女優賞 - レネー・ゼルウィガー - 『ジュディ 虹の彼方に』 - カレン・アレン - 『Colewell』 - ホン・チャウ - 『Driveways』 - エリザベス・モス - 『ハースメル』 - メアリー・ケイ・プレイス - 『Diane』 - アルフレ・ウッダード - 『クレメンシー』 |
| 助演男優賞 - ウィレム・デフォー - 『ザ・ライトハウス』 - ノア・ジュープ - 『ハニーボーイ』 - シャイア・ラブーフ - 『ハニーボーイ』 - ジョナサン・メジャース - 『ラストブラックマン・イン・サンフランシスコ』 - ウェンデル・ピアース - 『Burning Cane』                                                                               | 助演女優賞 - Zhao Shu-zhen - 『フェアウェル』 - ジェニファー・ロペス - 『ハスラーズ』 - テイラー・ラッセル - 『WAVES/ウェイブス』 - Lauren "Lolo" Spencer - 『Give Me Liberty』 - オクタヴィア・スペンサー - 『ルース・エドガー』 |
| 脚本賞 - ノア・バームバック - 『マリッジ・ストーリー』 - Jason Begue、Shawn Snyder - 『トゥー・ダスト 土に還る』 - ロナルド・ブロンスタイン、ジョシュア&ベン・サフディ - 『アンカット・ダイヤモンド』 - シノニエ・チュクウ - 『クレメンシー』 - タレル・アルヴィン・マクレイニー - 『ハイ・フライング・バード -目指せバスケの頂点-』 | 新人脚本賞 - フレドリカ・ベイリー、ステフォン・ブリストル - 『シー・ユー・イエスタデイ』 - ハナー・ボス、ポール・チュリーン - 『Driveways』 - ダニエル・クルーディ、ブリジット・サヴェージ・コール - 『ブロー・ザ・マン・ダウン-女たちの協定-』 - Jocelyn DeBoer、Dawn Luebbe - 『Greener Grass』 - James Montague、Craig W. Sanger - 『ヴァスト・オブ・ナイト』 |
| 新人作品賞 - 『ブックスマート 卒業前夜のパーティーデビュー』 - 『シー・ユー・イエスタデイ』 - 『The Climb』 - 『ムスタング』 - 『Diane』 - 『ラストブラックマン・イン・サンフランシスコ』 | ドキュメンタリー映画賞 - 『アメリカン・ファクトリー』 - 『アポロ11 完全版』 - 『娘は戦場で生まれた』 - 『ハニーランド 永遠の谷』 - 『Island of the Hungry Ghosts』 |
| 撮影賞 - ジェアリン・ブラシュケ - 『ライトハウス』 - Todd Banhazl - 『ハスラーズ』 - Natasha Braier - 『ハニーボーイ』 - Chananun Chotrungroj - 『第三夫人と髪飾り』 - Pawel Pogorzelski - 『ミッドサマー』 | 編集賞 - ロナルド・ブロンスタイン、ベニー・サフディ - 『アンカット・ダイヤモンド』 - Julie Béziau - 『第三夫人と髪飾り』 - Tyler L. Cook - 『Sword of Trust』 - Louise Ford - 『ザ・ライトハウス』 - Kirill Mikhanovsky - 『Give Me Liberty』 |
| 外国映画賞 - 『パラサイト 半地下の家族』 韓国 - 『見えざる人生』 ブラジル - 『レ・ミゼラブル』 フランス - 『燃ゆる女の肖像』 フランス - 『Retablo』 ペルー - 『The Souvenir』 イギリス | |

## 特別賞

### ジョン・カサヴェテス賞
- 『Give Me Liberty』
  - 『Burning Cane』
  - 『Colewell』
  - 『Premature』
  - 『Wild Nights with Emily』

### ロバート・アルトマン賞（アンサンブル賞）
- 『マリッジ・ストーリー』

### Kiehl's Someone to Watch Award
- Rashaad Ernesto Green - 『Premature』
  - Ash Mayfair - 『第三夫人と髪飾り（英語版）』
  - Joe Talbot - 『ラストブラックマン・イン・サンフランシスコ』

### The BONNIE Award
- ケリー・ライヒャルト
  - マリエル・ヘラー（英語版）
  - ルル・ワン（英語版）

### Piaget Producers Award
- Mollye Asher
  - Krista Parris
  - Ryan Zacarias

### Truer than Fiction Award
- Nadia Shihab - 『Jaddoland』
  - Khalik Allah – 『Black Mother』
  - デイビー・ロスバート（英語版） - 『17 Blocks』
  - Erick Stoll、Chase Whiteside - 『América』

## 複数部門でのノミネート・受賞

### ノミネート
| ノミネート数 | 映画                                           |
| ------------ | ---------------------------------------------- |
| 5            | 『ザ・ライトハウス』                           |
| 5            | 『アンカット・ダイヤモンド』                   |
| 4            | 『Give Me Liberty』                            |
| 4            | 『ハニーボーイ』                               |
| 3            | 『クレメンシー』                               |
| 3            | 『ハスラーズ』                                 |
| 3            | 『ラストブラックマン・イン・サンフランシスコ』 |
| 3            | 『ルース・エドガー』                           |
| 3            | 『マリッジ・ストーリー』                       |
| 3            | 『第三夫人と髪飾り』                           |
| 2            | 『Burning Cane』                               |
| 2            | 『Colewell』                                   |
| 2            | 『Diane』                                      |
| 2            | 『Driveways』                                  |
| 2            | 『フェアウェル』                               |
| 2            | 『ムスタング』                                 |
| 2            | 『Premature』                                  |
| 2            | 『シー・ユー・イエスタデイ』                   |

### 受賞
| 受賞数 | 映画                         |
| ------ | ---------------------------- |
| 3      | 『アンカット・ダイヤモンド』 |
| 2      | 『フェアウェル』             |
| 2      | 『ザ・ライトハウス』         |